# Natalja Tjernysjova

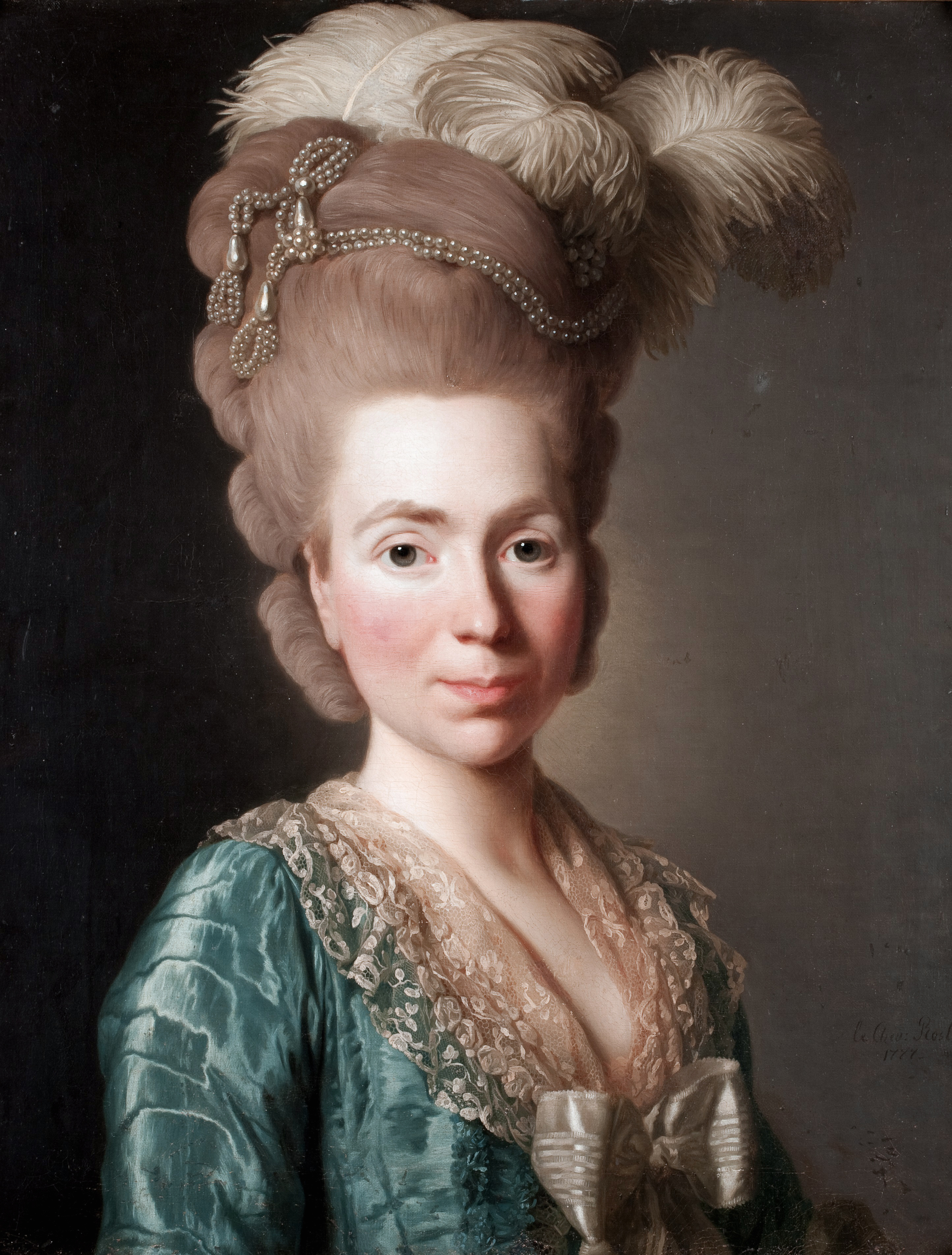
Furstinann Natalja Golitsyna

Natalja Petrovna Tjernysjova (ryska: Наталья Петровна Чернышёва), Furstinnan Golitsynja (ryska: Голицына), född 28 januari (17 januari enligt g.s.) 1741 i Sankt Petersburg i Kejsardömet Ryssland, 
död 1 januari 1838 (20 december 1837 enligt g.s.), var en rysk adelsdam och hovdam.

## Biografi
Natalja Tjernysjova var dotter till den ryska adelsmannen och diplomaten Piotr Grigorjevitj Chernysjev. Hon växte upp i Västeuropa under faderns utlandsposteringar, fick en hög utbildning och kunde tala fem språk. Hon gifte sig 1766 med furst Vladimir Borisovitj Golitsyn.
Natalja Tjernysjova var hovfröken åt Katarina den stora 1762–1766, hovdam 1766-1783, och åter hovdam 1806–1837. Hon och hennes make levde i Frankrike 1783–1790. Hon blev änka 1798. I Ryssland var hon en inflytelserik centralfigur i sällskapslivet med sina hovkontakter, och styrde familjegodsen efter makens död. Hon avled mindre än en månad innan hon skulle fylla 97 år.

## Eftermäle
Natalja Tjernysjova efterlämnade två memoarer i dagboksform: den ena från 1781–1783, den andra en beskrivning av tiden 1783–1790. Hon anses vara prototypen för huvudkaraktären i Aleksandr Pusjkins novell Spader dam (1834).  Hon var känd som Furstinnan Moustache, "Furstinnan Mustasch" eller Fée Moustachine, "Skäggiga féen". 